# Agarn
Agarn (walsertyska: Agaru) är en ort och kommun i distriktet Leuk i kantonen Valais, Schweiz. Kommunen hade 729 invånare (2023).